# انتسو پتیتو
انزو پتیتو (انگلیسی: Enzo Petito؛ زادهٔ ناپل) یک بازیگر اهل ایتالیا است.
از فیلم‌هایی که وی در آن نقش داشته‌است، می‌توان به خوب، بد، زشت، فقر و نجابت، ساخت ایتالیا و قطار شب به میلان اشاره کرد.